# 20 minutos

Logo von 20 minutos

20 minutos ist eine spanische Gratiszeitung, die vom Grupo 20 Minutos S.L., einer Tochter des norwegischen Medienkonzerns Schibsted, herausgegeben wird. Sie erscheint von Montag bis Freitag und erreicht 1,1 Mio. Leser. Damit ist sie die am viertmeisten gelesene Zeitung in Spanien. 20 minutos wird im Halb-Berliner Format (23,8 × 32,2 cm) herausgegeben und ist die erste Zeitung unter einer Creative-Commons-Lizenz.

## Geschichte
Die Vorläuferzeitungen von 20 minutos waren die von der spanischen Multiprensa y Más herausgegebenen Gratiszeitungen Madrid y M@s (seit Februar 2000) und Barcelona y M@s (seit November 2000). 2001, nach der Aufgabe von 20 Minuten Köln, beteiligte sich Schibsted an Multiprensa und übernahm sie Mitte 2002 ganz. Die Gratiszeitungen in Madrid und Barcelona wurden in 20 minutos umbenannt.
Ab Ende 2002 gab 20 minutos schrittweise weitere Regionalausgaben heraus: Sevilla, Saragossa, Valencia, Andalucía, Murcia, Granada, Córdoba, Valladolid, Alicante, Málaga, Bilbao, Vigo und A Coruña. Dies ging mit einem starken Wachstum der Anzahl Leser einher. Im Jahr 2005 war 20 minutos erstmals die meistgelesene Zeitung in Spanien mit 2,448 Mio. Lesern und blieb in dieser Spitzenposition bis 2011.
Ab 2008 begann die schwierige wirtschaftliche Situation in Spanien, die einen Einbruch der Anzeigenerlöse zur Folge hatte, auch den Gratiszeitungen zuzusetzen. Anfang 2009 wurde der erste der drei maßgeblichen Mitbewerber von 20 minutos, die Metro, eingestellt. Ende 2011 war ADN und Mitte 2012 der letzte verbliebene Mitbewerber, die Qué!, am Ende (die ihr Newsportal jedoch weiter betreibt). Trotzdem musste 20 minutos ab 2012 ein rigoroses Kostensenkungsprogramm durchziehen, mit jährlichen Einsparungen von 5 bis 6 Mio. EUR und einer Kostenreduktion von 23 % von 2012 auf 2013. Die Regionalausgaben Murcia, Valladolid, Alicante, Bilbao, Vigo und A Coruña wurden eingestellt und Sevilla, Granada, Córdoba und Málaga in der Regionalausgabe Andalucía zusammengefasst. Die beglaubigte Auflage sank dadurch bis 2013 auf 392.737 (2012: 605.241) Exemplare und die Anzahl Leser auf 1,1 Mio.
2005 verkaufte Schibsted 20 % von 20 minutos an Spaniens drittgrößten Medienkonzern Zeta,  kaufte den Anteil 2009 aber wieder zurück.

## Website
Neben der gedruckten Zeitung betreibt 20 minutos auch die Website 20minutos.es. Sie war 2011 mit 13 Mio. Unique Users/Monat das drittgrößte Newsportal Spaniens. Im Dezember 2012 lancierte 20minutos.es separate Portale für Mexiko und die USA und ist nun mit 17 Mio. Unique Users/Monat auch weltweit das drittgrößte spanischsprachige Newsportal.

## Andere Zeitungen mit den Namen20 minutes/20 Minuten
Schibsted gibt seit 2002 als Joint Venture mit SIPA Ouest-France, dem Herausgeber der Zeitung Sud-Ouest, auch in Frankreich eine Gratiszeitung unter dem Namen 20 minutes heraus. Ab Ende 1999 gab Schibsted auch in Köln und Zürich Gratiszeitungen unter dem Namen 20 Minuten. Die Kölner Ausgabe wurde Mitte 2001 – nach einer heftigen Abwehrschlacht durch die Kölner Medien – wieder eingestellt (→ Kölner Zeitungskrieg). Nach diesem verlorenen Verdrängungskampf stornierte Schibsted die Ausbaupläne für Deutschland und Österreich. Die Zürcher Ausgabe musste Schibsted 2005 an das Schweizer Medienunternehmen Tamedia abtreten, nachdem dieses gedroht hatte, andernfalls auf Basis des aus dem Amtsblatt Tagblatt der Stadt Zürich hervorgegangenen Zürich Express eine Pendlerzeitung unter dem Namen Express aufzubauen. Danach lancierte Tamedia 2006 in eigener Regie auch eine französische Ausgabe unter dem Namen 20 minutes und 2011 zusammen mit „la Regione Ticino“ eine italienische unter dem Namen 20 minuti.